# Concepción Faya Blásquez
Concepción Faya Blásquez (Murcia, España, noviembre de 1905 - México, 20 de mayo de 1979 ) fue una Justa de las Naciones española, que albergó a seis judíos durante la Segunda Guerra Mundial y contribuyendo así a salvar sus vidas.

## Biografía
Concepción Faya Blásquez nació el 30 de noviembre de 1905 en Murcia, España, siendo la hermana mayor de una familia numerosa se vio obligada a dejar los estudios una edad temprana para ayudar a su madre en el cuidado de la familia y en las labores de tejedora.
A los 20 años se fue a vivir a Barcelona en busca de trabajo en las industrias textiles y es en esta ciudad donde comenzó su militancia política (en la CNT)  y feminista. 
En 1926 se trasladó con su marido a Pamiers (Ariège), en la frontera franco-española, ya que se necesitaba mano de obra extranjera en Francia después de la Primera Guerra Mundial. Concepción Faya encontró trabajo en una fábrica de ropa. La pareja tuvo cuatro hijos. 
Durante la Guerra Civil Española, la familia regresó a España. Su esposo se unió al Ejército Republicano Español y murió en la guerra. Ya viuda, Concepción Faya decidió regresar con sus hijos a la Pamiers. 
Concepción Faya Blásquez murió en el exilio (México) en 1979.

## Actividades durante el Holocausto para rescatar judíos
Cuando comenzó la Segunda Guerra Mundial en Francia, Concepción Faya Blásquez y sus hijos fueron encarcelados en el campo de concentración de Rivesaltes en Francia, al igual que otros ciudadanos españoles. Permanecieron allí hasta noviembre de 1942, momento en que fueron trasladados al campo de detención de Gurs en el sur de Francia. En este campo, Concepción conoció a Elise Mizrahi y sus dos hijos, Jacques y Giselle quienes habían llegaron de París después de que el esposo de Alice fuera arrestado en su casa en 1942 por funcionarios del gobierno de Vichy y enviado al este, y nunca regresó. Tras el arresto de su marido, Alice decidió huir con sus dos hijos, y cambiar su apellido por el de Moreno, el nombre de su juventud, en un intento de evitar su deportación a Auschwitz . Fueron atrapados tratando de escapar y enviados al campo de detención de Gurs. En este campo fue donde Elise y Concepción forjaron su amistad. 
Concepción Faya y sus hijos fueron liberados el 26 de mayo de 1943 del campo de detención y regresaron a Pamiers,  Elise y sus hijos fueron liberados un poco después pero al no tener un lugar seguro donde ir, así que decidió escribirle a Concepción y pedirle ayuda, Conception accedió de inmediato a hospedar a Elise y sus hijos en su modesto apartamento de dos habitaciones en Pamiers.
Una vez más, Elise pidió ayuda a Concepción para acoger a sus dos sobrinos, Maurice y Regine Moreno. Concepción viajó a París a recoger a los niños, se los llevó bajo identidades falsas a Pamiers logrando así ponerlos a salvo. En marzo de 1944 Elise tuvo su tercer hijo, Michelle.
En la pequeña vivienda de Concepción Faya vivieron 11 personas, seis de las cuales vivían bajo una identidad falsa. Concepción presentó a los hijos de la familia Mizrahi a sus vecinos como sus sobrinos de París. Todos acudían a la iglesia los domingos para evitar las sospechas del vecindario. La familia Mizrahi permaneció junto a Concepción hasta el final de la guerra. Conception tuvo que realizar varios trabajos para poder alimentar a toda la familia.
Durante el periodo que duró la estancia de la familia Mizrahi en la casa de Concepción, ésta nunca dudó en ayudar, a pesar del gran peligro que representó este acto para ella y sus cuatro hijos.
Maurice y Regine testificaron que "Conception era una mujer tranquila, increíble y valiente, a quien le debemos la vida".

## Reconocimiento y conmemoración
El Paia Blasks Conception fue reconocido el 25 de mayo de 2011 por Yad Vashem como Justo de las Naciones, y su nombre fue grabado en la pared de honor en el Jardín de los Justos de las Naciones en Yad Vashem en Jerusalén. Su hija mayor, Ángela Deviona Paia, recibió una medalla y un certificado que así lo acredita, en una ceremonia realizada en París.